# Болтово (Новосибирская область)
Болтово — село в Сузунском районе Новосибирской области России. Административный центр Болтовского сельсовета.

## География
Площадь села — 76 гектаров.

## История
В 1861 году в селе была построена деревянная однопрестольная церковь в честь Вознесения Господня.

## Население
| 2002 | 2007 | 2010 |
| ---- | ---- | ---- |
| 966  | ↗994 | ↗995 |

## Инфраструктура
В селе по данным на 2007 год были одно учреждение здравоохранения и одно учреждение образования.